# Mè cit Turin..
Mè cit Turin.. è il quarto album del cantante italiano Gipo Farassino, pubblicato nel 1963.
Il sottotitolo della copertina recita: 12 Canzoni per Gipo Farassino.

## Tracce
Lato 1
1. Mè cit Turin - 3:52 (testo: Chiosso - musica: Moretto)
2. T' in' ciamave prôssot - 3:20 (testo: Chiosso - musica: Moretto)
3. 'L "mannequin" d'i bôtai - 3:10 (testo: Chiosso - musica: Simonetti)
4. Salopa - 2:09 (testo: Farassino - musica: Moretto)
5. Bôna neuit ai lader - 3:36 (testo: Chiosso, Farassino - musica: Cordara)
6. Ma mi sai mac - 3:14 (testo: Chiosso, Farassino - musica: Moretto)

Lato 2
1. Matilde Pellissero - 2:41 (testo: Chiosso, Farassino - musica: Moretto)
2. Camila - 3:27 (testo: Chiosso, Farassino - musica: Moretto)
3. Mi la batlina la portô mei - 2:35 (testo: Chiosso - musica: Moretto)
4. Sangon Blues - 3:08 (testo: Chiosso, Farassino - musica: Simonetti)
5. 'D la 'd al pônt 'd la ferôvia - 4:40 (testo: Chiosso - musica: Moretto)
6. Pitô e Cincillà - 2:08 (testo: Farassino - musica: Moretto)